# Descurainia millefolia
Descurainia millefolia (Jacq.) Webb & Berthel., es una especie de planta perteneciente a la familia de las brasicáceas.

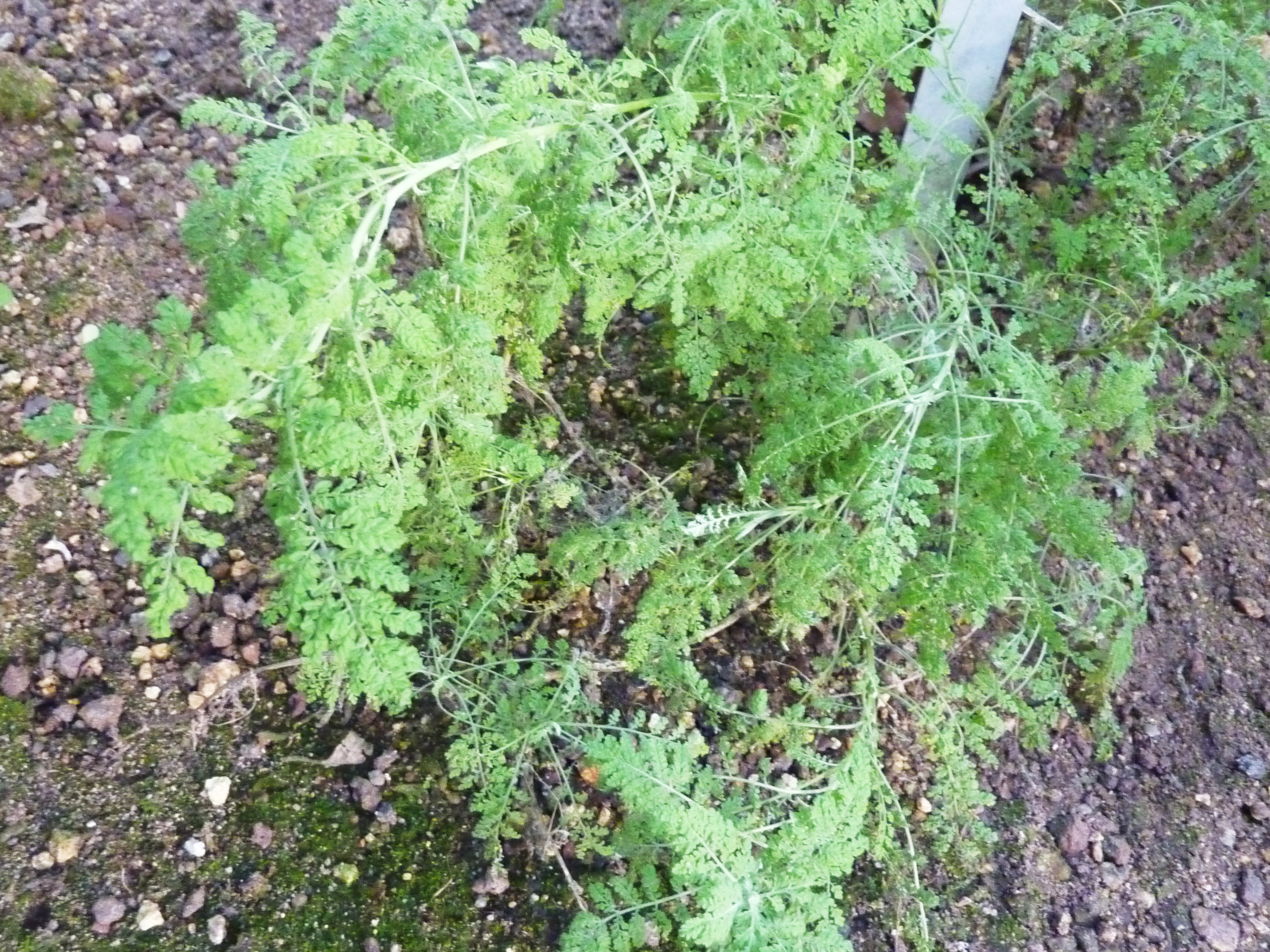
Vista de la planta

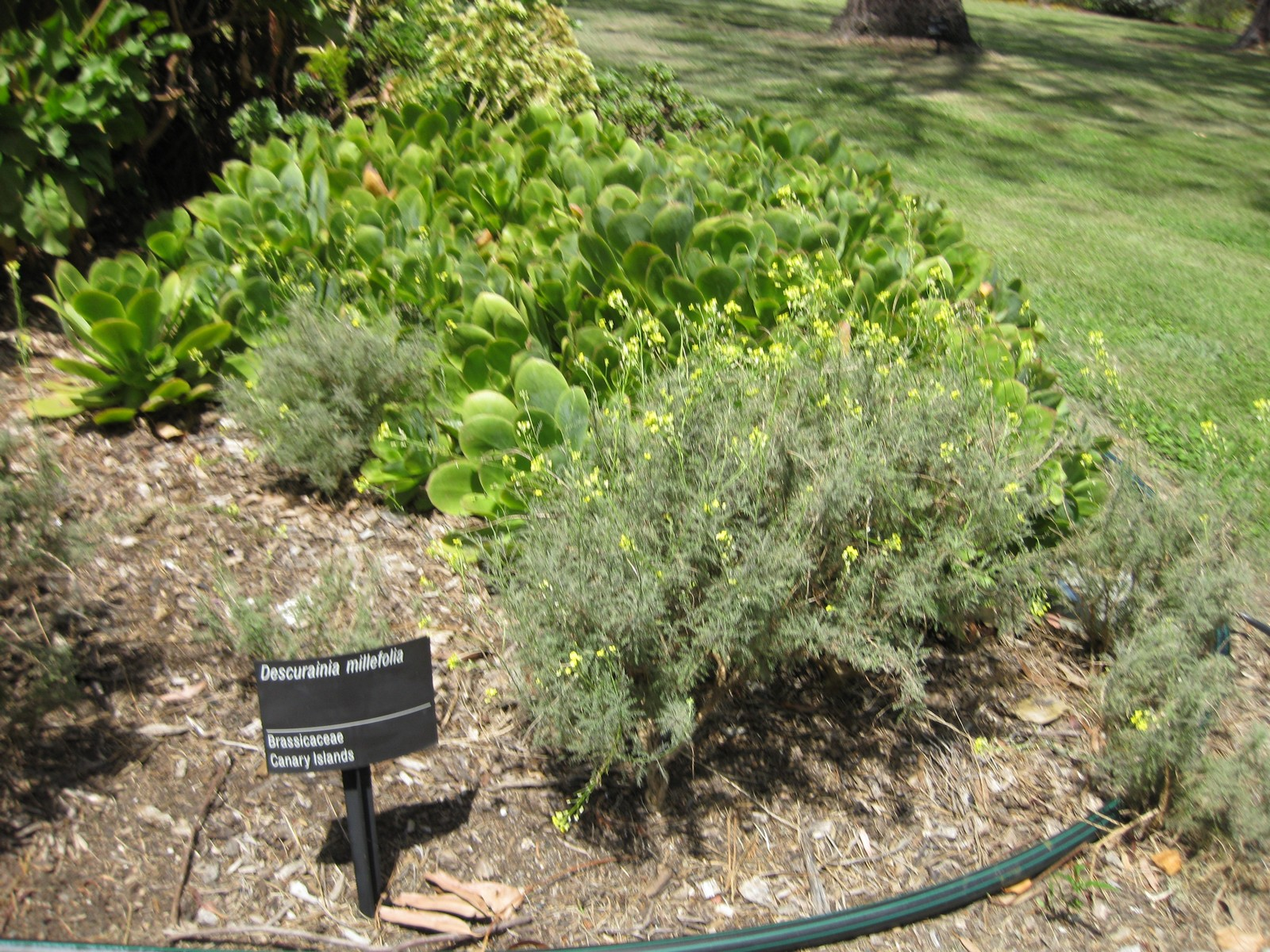
Vista de la planta

## Distribución geográfica
D.millefolia es un endemismo de las Islas Canarias.

## Características
Dentro del género se diferencia por sus flores, que poseen sépalos de 3–4 mm, siendo la garra mucho más corta que los pétalos. Las hojas inferiores son pecioladas y normalmente tripinnatisectas.

## Taxonomía
Descurainia millefolia fue descrito por (Jacq.) Webb & Berthel. y publicado en Histoire Naturelle des Îles Canaries 1: 73. 1836.
Etimología
Descurainia: nombre genérico dedicado a François Descuraine (1658-1740), farmacéutico francés.
millefolia: epíteto que deriva del latín mille, que significa "mil" y folius, que significa "follaje", aludiendo a las múltiples divisiones de las hojas. 
Sinonimia
- Hesperis millefolia (Jacq.) Kuntze
- Sinapis millefolia Jacq.
- Sisymbrium millefolium (Jacq.) Aiton[3]